# شمش طلا

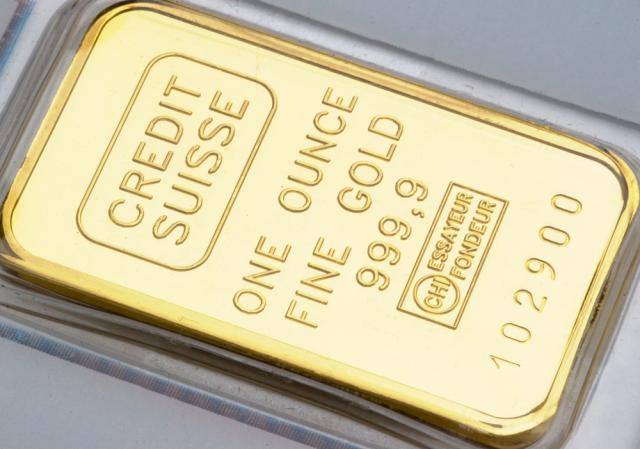
یک شمش طلای یک اونسی

شمش طلا ۴۰۰ اونس یا ۱۲/۵ کیلوگرم وزن دارد و عیار آن ۹۹۵ در هزار است.شمش طلا ابزاری جذاب با استانداردهای بین‌المللی برای سرمایه‌گذاران است. یک شمش طلا می‌تواند در اشکال، اندازه‌ها و وزن‌های مختلفی ارائه شود و در واقع به عنوان هر محصول طلا ساخته شده توسط یک سازنده سرشناس شمش، بدون توجه به شکل آن تعریف می‌شود. روی نوار نام سازنده، وزن و خلوص دقیق آن ثبت شده‌است.

## بزرگ‌ترین شمش طلا
بزرگترین شمش طلا 300.12 کیلوگرم (661 پوند 10 اونس) وزن داشت و توسط Emirates Minting Factory LLC (امارات متحده عربی)، در دبی، امارات متحده عربی، در 10 نوامبر 2024 ساخته شد.
دومین شمش بزرگ طلای جهان با وزن ۲۵۰ کیلوگرم، در پایه ۴۴۵ میلی‌متر × ۲۲۵ میلی‌متر، در یکی از شرکت‌های تابعه میتسوبیشی ژاپن تولید شد.در ۱۱ ژوئیه ۲۰۰۵ در موزه طلای توی به نمایش گذاشته شد.

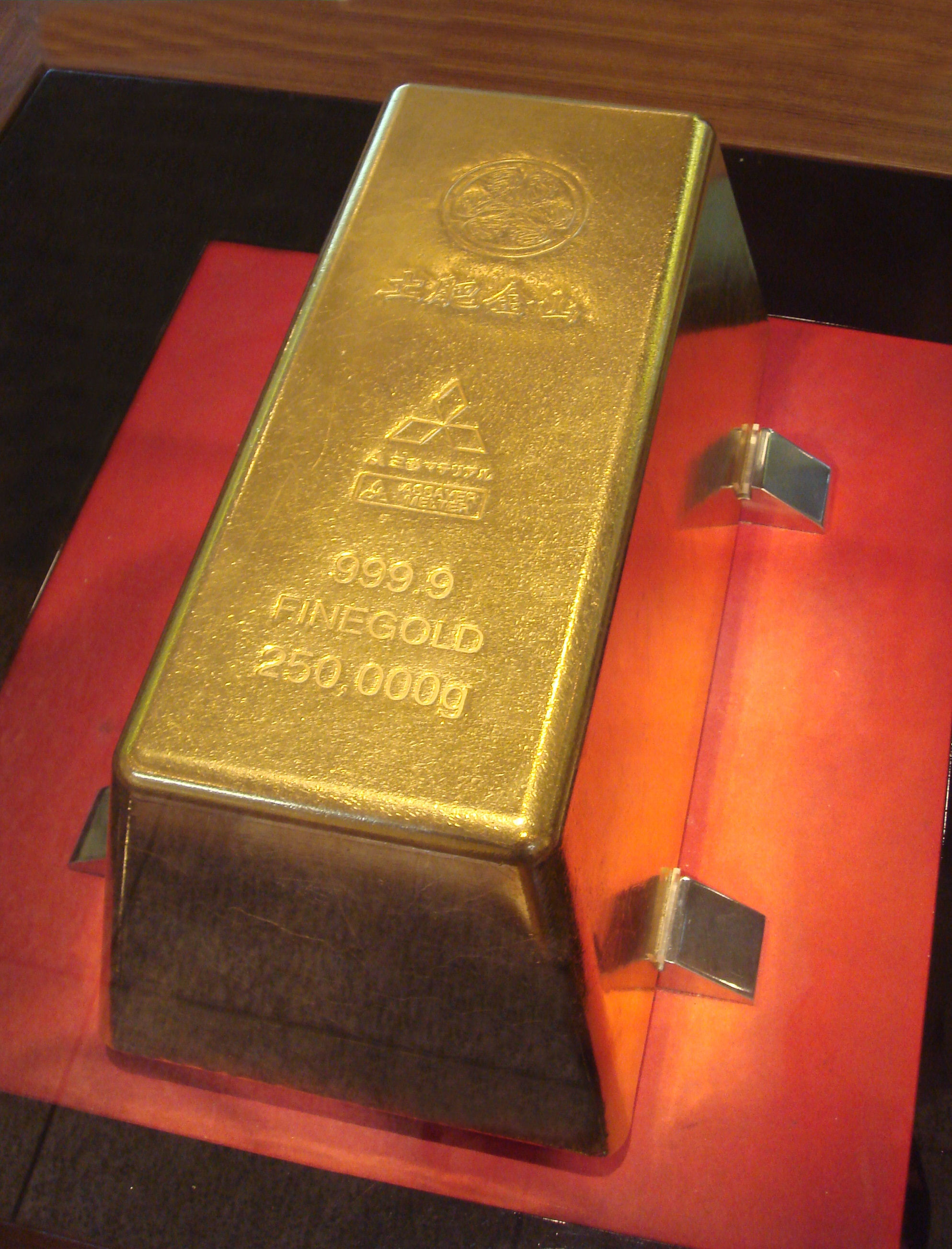
دومین شمش بزرگ طلای جهان در موزه توی

## فرایند تولید شمش طلا
1.استخراج طلا:
اولین مرحله در تولید شمش طلا، استخراج آن از معادن است. طلا معمولاً به صورت ترکیبی با سایر مواد معدنی مانند نقره، مس و آهن یافت می‌شود. روش‌های مختلفی برای استخراج طلا وجود دارد، از جمله روش‌های زیرزمینی، سطحی و شیمیایی.

2.مرحله دوم: خردکردن و آسیاب کردن:
مرحله تصفیه و خالص‌سازی در فرایند تولید شمش طلا، یکی‌از‌حساس‌ترین مراحل است. کارخانه‌ها برای تصفیه طلا از دو روش اصلی استفاده می‌کنند. روش اول که به آن «روش میلر» می‌گویند، با استفاده از گاز کلر انجام می‌شود. در این روش، گاز کلر را درون طلای مذاب می‌دمند. ناخالصی‌ها با کلر ترکیب می‌شوند، بخار شده به هوا می‌روند یا روی سطح مذاب شناور می‌شوند. وقتی بخارهای بنفش رنگ ظاهر شدند، نشان می‌دهد که طلا به خلوص 99.5 تا 99.7 درصد رسیده است.
روش دوم در تولید شمش طلا که به « الکترولیز» معروف است، از جریان برق استفاده می‌کند. در این روش، طلا را به شکل قطعات بزرگ در محلولی از کلرید طلا و اسید کلریدریک قرار می‌دهند. وقتی جریان برق از این محلول عبور می‌کند، طلای خالص 99.99 درصد در یک سمت جمع می‌شود. این طلای خالص را می‌شویند، خشک کرده و برای ذوب آماده می‌کنند.

3. ذوب کردن:
پس از خالص‌سازی، طلای خالص به دماهای بالا ذوب می‌شود. این کار معمولاً در کوره‌های مخصوص انجام می‌شود که دماهای بسیار بالا را تحمل می‌کنند. در این مرحله، ممکن است از مواد افزودنی برای کمک به ذوب شدن و جداسازی ناخالصی‌ها استفاده شود.

4. ریخته‌گری:
پس از ذوب شدن، طلای مذاب در قالب‌های مخصوص ریخته می‌شود تا به شکل شمش تبدیل شود. این قالب‌ها معمولاً دارای وزن‌های استاندارد هستند (مانند ۱ کیلوگرم یا ۱۰۰ گرم) که برای معاملات مالی مناسب هستند.

5. سرد کردن و آماده‌سازی:
پس از ریخته‌گری، شمش‌ها باید سرد شوند تا شکل نهایی خود را بگیرند. سپس، شمش‌ها ممکن است تحت آزمایش‌های کیفیت قرار گیرند تا میزان خلوص آن‌ها تأیید شود.

6. بسته‌بندی و توزیع:
پس از تأیید کیفیت، شمش‌ها بسته‌بندی شده و برای توزیع به بازارهای مختلف ارسال می‌شوند. این شمش‌ها معمولاً با علامت‌های مشخصی که نشان‌دهنده عیار و تولیدکننده هستند، شناسایی می‌شوند.